# الحركة القومية الموزمبيقية
الحركة القومية الموزمبيقية (بالبرتغالية: Movimento Nacionalista Moçambicano‏) هو حزب سياسي في موزمبيق. في الانتخابات لجمعية الجمهورية التي أجريت في 1 و2 ديسمبر 2004، كان الحزب جزءًا من تحالف رينامو-الانتخابي، الذي حصل على 29.7٪ من الأصوات الشعبية و90 من أصل 250 مقعدًا. وحصل المرشح الرئاسي لهذا التحالف أفونسو دلاكاما على 31.7٪ من الأصوات الشعبية.